# Nordwind Airlines
Nordwind Airlines ( рус.: званично—  ООО «Северный ветер») је руска авиокомпанија основана 2008. године, као чартер компанија, са сједиштем на московском аеродрому Шереметјево . 
Nordwind Airlines спада, по броју превезених путника, међу десет највећих авио-компанија у Русији. 

## Историја
Nordwind Airlines почео је са радом у 2008. Њена флота се састојала од три Боинга 757-200с. . До 2009. године, флота се састојала од седам летелица. 
До 2014. године флота авиона је нарасла на двадесет ваздухоплова, а те године превезено је 4,4 милиона путника. 
Од 2016. године, поред чартер летова, компанија обавља и редовни превоз терета и путника широм Руске Федерације и суседних земаља. 
Почетком 2017. године Nordwind Airlines је најавио повећање своје авио флоте како би проширио своје присуство на домаћем тржишту.  .

## Делатност
- чартер путнички летови из Москве и других руских градова до летовалишта Африке и Блиског истока, Азије, Европе, Северне и Централне Америке;
- редовни теретни и путнички превоз из Москве у градове Русије и ЗНД ;
- спровођење летова који опслужују мисију УН [4] ;
- под-закупу њихових летелица другим међународним авиокомпанијама којима је потребан додатни капацитет.

## Дестинације
Nordwind Airlines лети укупно на  97 дестинација у 26 земаља, и то у осам земаља и 22 града у Европи, осам земаља и 12 градова на Блиском истоку и Африци, три земље и три града у Јужној Америци, те шест земаља и 14 градова у Азији.

## Флота
Од марта 2019. године просечна старост ваздушне флоте авиокомпаније је 10,9 година. Флота укључује следеће типове ваздухоплова    :
| Тип авиона       | Број |
| ---------------- | ---- |
| Airbus A321-200  | 9    |
| Airbus A330-200  | 2    |
| Boеing 737-800   | 12   |
| Boеing 777-200ER | 6    |
| Boeing 777-300ER | 3    |
| Укупно           | 32   |